# Római pápák listája (grafikusan)
A következőkben vizuális formában követhető nyomon az egyes pápák uralkodásának ideje, valamint időtartama.

## A római pápák pontifikátusának grafikus megjelenítése

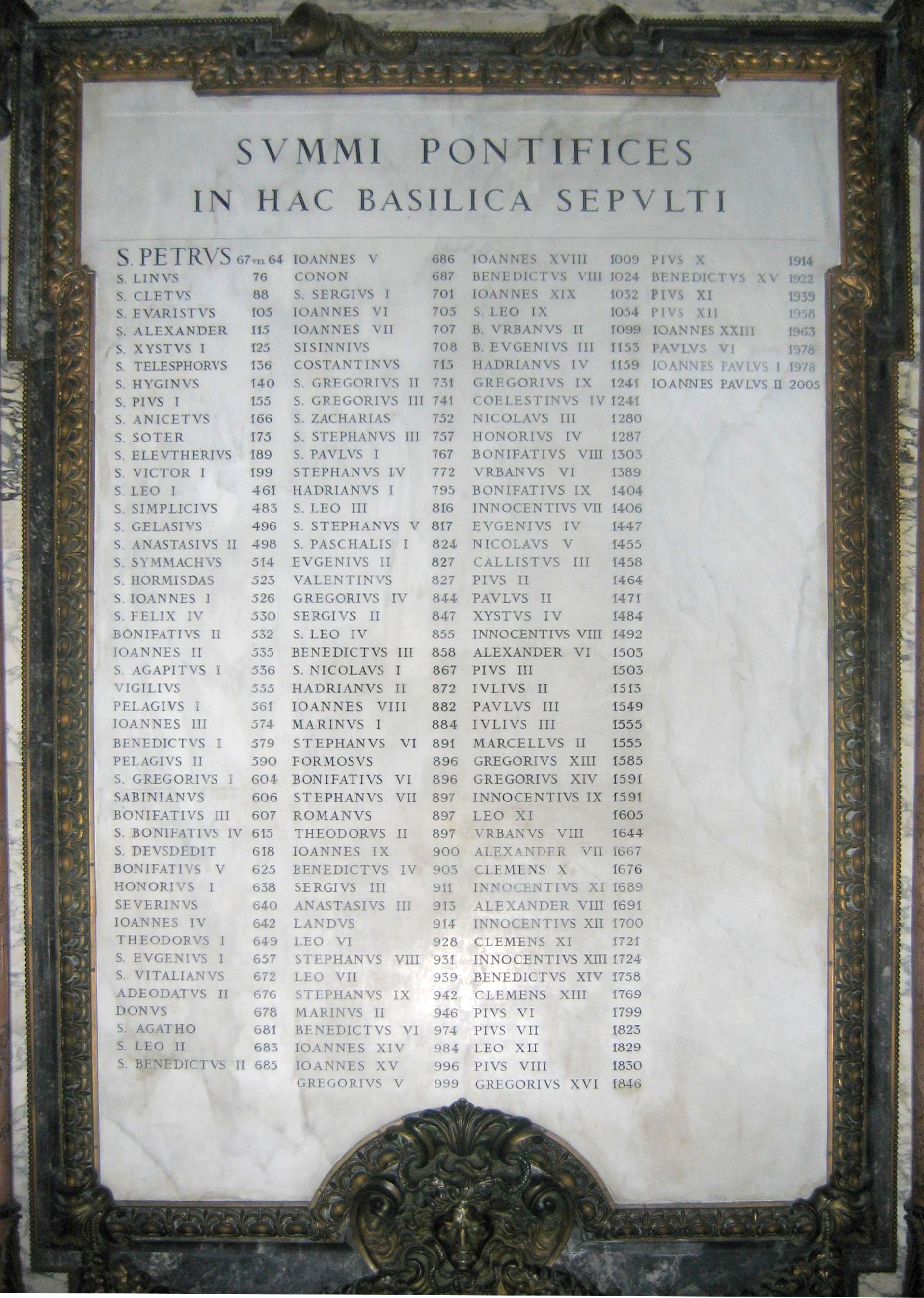
A Szent Péter-bazilika emléktáblája azokról a pápákról, akiket ott temettek el (nevük latinul és a temetkezés éve)

A pápák zöld, az ellenpápák pedig piros színnel vannak jelölve. Köztük természetesen vannak átfedések, tehát előfordul, hogy azonos időszakra három pápa is jelölve van párhuzamosan. Ezek közül egy, az úgynevezett hivatalos pápa, kettő pedig ellenpápa, akiket pirossal jelöltünk. Az ellenpápák némiképp problematikussá teszik a pápák pontos számának meghatározását is, hiszen az ellenpápák pontos száma és személye se tisztázott teljes egészében.
Az áttekinthetőség kedvéért a listát – az előző pápa uralkodásának végétől, illetve a következő pápa uralkodásának kezdeti évszámától függően körülbelül – 250 évenként tagolva nyolc részre osztottuk. Minden grafikon vízszintes tengelyét 25 évvel megtoldottuk azért, hogy a pontifikátus időtartama jól láthatóan jelölhető legyen. A következő diagram azonban a következő 250 évtől indul, és nem pedig a 25 évvel kitolt dátumtól, igazodva természetesen a következő pápa pontifikátusához.

## Kronológia
_____ Pápák
_____ Ellenpápák

## Fordítás
- Ez a szócikk részben vagy egészben  a   Liste der Päpste (graphisch) című német Wikipédia-szócikk fordításán alapul.  Az eredeti cikk szerkesztőit annak laptörténete sorolja fel. Ez a jelzés csupán a megfogalmazás eredetét és a szerzői jogokat jelzi, nem szolgál a cikkben szereplő információk forrásmegjelöléseként.
- Ez a szócikk részben vagy egészben  a   List of popes (graphical) című angol Wikipédia-szócikk fordításán alapul.  Az eredeti cikk szerkesztőit annak laptörténete sorolja fel. Ez a jelzés csupán a megfogalmazás eredetét és a szerzői jogokat jelzi, nem szolgál a cikkben szereplő információk forrásmegjelöléseként.

## Egyéb információk
- Magyar katolikus lexikon